# Ninia sebae
Ninia sebae är en ormart som beskrevs av Duméril, Bibron och Duméril 1854. Ninia sebae ingår i släktet Ninia och familjen snokar.
Arten förekommer från Mexiko till Panama. Den vistas i låglandet och i bergstrakter upp till 1650 meter över havet. Honor lägger ägg.

## Underarter
Arten delas in i följande underarter:
- N. s. morleyi
- N. s. immaculata
- N. s. punctulata
- N. s. sebae